# Diamond Rexx
I Diamond Rexx sono una hair metal band, nata nel 1988 a Chicago, Illinois negli Stati Uniti.

## Lineup 1986
- Johnny Cattone - Drums
- S. Scott Lust - Guitar
- Dave Andre - Bass
- Nasti Habits - Vocals

## Lineup 1989
- Nasti Habits - Voce
- Chrissy Salem - Basso
- Johnny L. Angel - Chitarra
- Tim Tully - Batteria

## Lineup 1991
- Nasti Habits - Voce
- Chrissy Salem - Basso
- Johnny L. Angel - Chitarra
- Billy Nichay - Batteria

## Lineup 2001
- Nasti Habits - Voce
- S. Scott Priest - Chitarra
- Billy Nichay - Batteria
- Basil Cooper - Basso

## Discografia
- 1986 Land Of The Damned
- 1989 Rated Rexx
- 1990 Golden Gates
- 2001 Rexx Erected
- 2002 The Evil